# Никифор Синадин
Никифор Синадин (на гръцки: Νικηφόρος Συναδηνός, †18 октомври 1081 г.) е византийски аристократ от втората половина на XI век, близък роднина 
(вероятно племенник) на император Никифор III Вотаниат, който е възнамерявал да го направи свой наследник на престола.
За Никифор Синадин се споменава в Алексиада на Анна Комнина, която съобщава, че императорът, неспособен да се сдобие с деца на своята възраст, се побоял от неизбежната смърт и се загрижил да си намери наследник. В това време в двора се намирал някой си Синадин, роден на изток, който произхождал от знатен род и бил човек с красива външност, дълбок ум и голяма сила; освен това Синадин бил и роднина на императора. Предпочитайки него пред всички останали, император Никифор III имал намерение да го посочи за приемник на престола и да му предаде като бащино наследство своята власт. Някои автори са на мнение, че думите на Анна Комнина се отнасят за сина на Теодул Синадин, който е бил женен за сестра на император Никифор III Вотаниат.
В крайна сметка плановете на Никифор III не се осъществяват, Никифор Синадин не се възкачва на престола и умира на 18 октомври 1081 г. в битката при Дирахиум срещу норманите на Робер Гискар, в която според думите на Анна Комнина бил убит храбрият и красив мъж на име Никифор, по прозвище Синадин, който в този ден се стремял да превъзхожда всички в битката. Във връзка с този епизод Анна съобщава, че е бил планиран брак между Никифор Синадин и една от дъщерите на император Константин X Дука.
В колекцията от византийски моливдовули, съхраняваща се в Ермитажа, присъства печат на Никифор Синадин от втората половина на XI век, върху който той е посочен с височайшата титла куропалат. Според В.С. Шандровская този печат е принадлежал на Никифор Синадин от разказа на Анна Комнина.